# K.B.Sts.B. Blatt 402
Der K.Bay.Sts.B. Blatt 402 ist ein Bayerischer Güterwagen. Dabei handelt es sich um einen zweiachsigen Kesselwagen nach dem Musterblatt 402 für die Bayerischen Staatseisenbahnen gemäß Wagenstandsverzeichnis von 1913. Die Wagen kamen als reine Privatwagen zum Einsatz.

## Beschaffung
Gemäß den von Hermann Andersen 1923 in seiner Abhandlung über Privatgüterwagen bei Deutschen Eisenbahnen ermittelten Daten waren bei den K.Bay.Sts.B. im Jahr 1915 insgesamt ca. 336 Kesselwagen eingestellt. Darunter befanden sich auch die in den Jahren zwischen 1889 und 1892 gebauten Wagen für den Transport von Spiritus nach Blatt-Nr. 402 (gemäß WV von 1913).

## Verbleib
Als Spezialwagen kam diese Bauart sicherlich auch zur Reichsbahn. Ein Nachweis der Wagen bei der Bundesbahn liegt nicht vor.

## Konstruktive Merkmale

### Untergestell
Das Untergestell der Wagen war komplett aus Profileisen aufgebaut. Die äußeren Längsträger hatten ein Doppel-T-Profil und eine Höhe von 235 mm. Die inneren Längsträger, die Querträger und auch die Pufferbohlen waren aus U-Profilen. Als Zugeinrichtung hatten die Wagen Schraubenkupplungen mit Sicherheitsbügel nach VDEV Norm. Die Zugstange war durchgehend und mittig gefedert. Als Stoßeinrichtung besaßen die Wagen Stangenpuffer mit einer Einbaulänge von 612 mm. Die Pufferteller hatten einen Durchmesser von 370 mm.

### Laufwerk
Die Wagen hatten aus Flacheisen geschmiedete Fachwerk-Achshalter der kurzen, geraden Bauform. Gelagert waren die Achsen in geteilten Gleitachslagern bayerischer Bauform. Die Räder hatten Speichenradkörper der bayerischen Bauart 38. Die Federung bestand entweder aus 8 Blättern mit 1.135 mm langen Tragfedern. Diese hatten einen Querschnitt von 96 × 13 mm.

### Wagenkasten / Aufbau
An beiden Enden des Untergestells waren Plattformen. Auf einer Seite war ein Pumpenhaus aufgebaut, welches dazu diente, mittels einer Handpumpe auf Bahnhöfen ohne spezielle Infrastruktur das jeweilige Ladegut aufnehmen zu können. Zusätzlich befanden sich dort auch die Entleerungsstutzen. Bei den gebremsten Wagen war auf der Gegenseite entweder eine Handspindelhandbremse angebracht oder ein Bremserhaus in bayerischer Bauart.
Zwischen den Plattformen befanden sich die beiden Bassin-Kessel, welche auf hölzernen Querträgern gelagert waren. Auf Grund der Bauweise der Kessel mit leicht gewölbtem Boden waren sie gegen Querkräfte gesichert. In Längsrichtung wurden die Kessel mit auf dem Untergestell verankerten Winkeln gesichert. Auf dem Kesselscheitel befand sich eine mit Deckel gesicherte Öffnung, die sowohl als Mannloch für die Reinigung dienen konnte als auch als Ladeöffnung.

## Skizzen, Musterblätter, Fotos

Ansicht zu Blatt 214 aus WV von 1891
Ansicht zu Blatt 288 aus WV von 1897
Ansicht zu Blatt 350 aus WV von 1903
Ansicht zu Blatt 402 aus WV von 1913

## Wagennummern
Die Daten sind den diversen Wagenpark-Verzeichnissen der Kgl.Bayer.Staatseisenbahnen, so wie im Literaturverzeichnis aufgelistet, entnommen.
| Blatt-Nr. Herstelld.                                              | Blatt-Nr. Herstelld.                                              | Blatt-Nr. Herstelld.                                              | Gattungszeichen, Wagennummern Einsteller je Epoche                | Gattungszeichen, Wagennummern Einsteller je Epoche                | Gattungszeichen, Wagennummern Einsteller je Epoche                | Gattungszeichen, Wagennummern Einsteller je Epoche                | Gattungszeichen, Wagennummern Einsteller je Epoche                | Gattungszeichen, Wagennummern Einsteller je Epoche                | Gattungszeichen, Wagennummern Einsteller je Epoche                | Fahrwerk / Abmessungen / Lademaße / Zusatzinfo (siehe jeweilige Legende) | Fahrwerk / Abmessungen / Lademaße / Zusatzinfo (siehe jeweilige Legende) | Fahrwerk / Abmessungen / Lademaße / Zusatzinfo (siehe jeweilige Legende) | Fahrwerk / Abmessungen / Lademaße / Zusatzinfo (siehe jeweilige Legende) | Fahrwerk / Abmessungen / Lademaße / Zusatzinfo (siehe jeweilige Legende) | Fahrwerk / Abmessungen / Lademaße / Zusatzinfo (siehe jeweilige Legende) | Fahrwerk / Abmessungen / Lademaße / Zusatzinfo (siehe jeweilige Legende) | Fahrwerk / Abmessungen / Lademaße / Zusatzinfo (siehe jeweilige Legende) | Fahrwerk / Abmessungen / Lademaße / Zusatzinfo (siehe jeweilige Legende) | Fahrwerk / Abmessungen / Lademaße / Zusatzinfo (siehe jeweilige Legende) | Fahrwerk / Abmessungen / Lademaße / Zusatzinfo (siehe jeweilige Legende) |
| Bau- jahr                                                         | Her- steller                                                      | An- zahl                                                          | ab 1876                                                           | ab 1894                                                           | ab 1902                                                           | ab 1907                                                           | DR (ab 1923)                                                      | Ausge- mustert                                                    | Einsteller                                                        | Anz. Achs.                                                               | Rad- stand                                                               | LüP                                                                      | Höhe SOK                                                                 | Unt. Gest.                                                               | LA.                                                                      | Brem- sen                                                                | Lade- gut                                                                | Ge- wicht                                                                | Lade Vol.                                                                | Bemerkungen                                                              |
| privateigene Kesselwagen (Bassinwagen) für den Transport Spiritus | privateigene Kesselwagen (Bassinwagen) für den Transport Spiritus | privateigene Kesselwagen (Bassinwagen) für den Transport Spiritus | privateigene Kesselwagen (Bassinwagen) für den Transport Spiritus | privateigene Kesselwagen (Bassinwagen) für den Transport Spiritus | privateigene Kesselwagen (Bassinwagen) für den Transport Spiritus | privateigene Kesselwagen (Bassinwagen) für den Transport Spiritus | privateigene Kesselwagen (Bassinwagen) für den Transport Spiritus | privateigene Kesselwagen (Bassinwagen) für den Transport Spiritus | privateigene Kesselwagen (Bassinwagen) für den Transport Spiritus | privateigene Kesselwagen (Bassinwagen) für den Transport Spiritus        | privateigene Kesselwagen (Bassinwagen) für den Transport Spiritus        | privateigene Kesselwagen (Bassinwagen) für den Transport Spiritus        | privateigene Kesselwagen (Bassinwagen) für den Transport Spiritus        | privateigene Kesselwagen (Bassinwagen) für den Transport Spiritus        | privateigene Kesselwagen (Bassinwagen) für den Transport Spiritus        | privateigene Kesselwagen (Bassinwagen) für den Transport Spiritus        | privateigene Kesselwagen (Bassinwagen) für den Transport Spiritus        | privateigene Kesselwagen (Bassinwagen) für den Transport Spiritus        | privateigene Kesselwagen (Bassinwagen) für den Transport Spiritus        | privateigene Kesselwagen (Bassinwagen) für den Transport Spiritus        |
| Blatt-Nr. aus WV von Gattung                                      | Blatt-Nr. aus WV von Gattung                                      | Blatt-Nr. aus WV von Gattung                                      | 214 1891 [P]                                                      | 288 1897 [P]                                                      | 350 1903 [P]                                                      | 402 1913 [P]                                                      | [P]                                                               |                                                                   |                                                                   |                                                                          | (mm)                                                                     | (mm)                                                                     | (mm)                                                                     | (siehe Legende)                                                          | (siehe Legende)                                                          | (siehe Legende)                                                          | (siehe Legende)                                                          | (to)                                                                     | (m³)                                                                     | mit Pumpenhaus und zwei genietete Kessel ausgestattet                    |
| ----------------------------------------------------------------- | ----------------------------------------------------------------- | ----------------------------------------------------------------- | ----------------------------------------------------------------- | ----------------------------------------------------------------- | ----------------------------------------------------------------- | ----------------------------------------------------------------- | ----------------------------------------------------------------- | ----------------------------------------------------------------- | ----------------------------------------------------------------- | ------------------------------------------------------------------------ | ------------------------------------------------------------------------ | ------------------------------------------------------------------------ | ------------------------------------------------------------------------ | ------------------------------------------------------------------------ | ------------------------------------------------------------------------ | ------------------------------------------------------------------------ | ------------------------------------------------------------------------ | ------------------------------------------------------------------------ | ------------------------------------------------------------------------ | ------------------------------------------------------------------------ |
| 1889                                                              |                                                                   | 4                                                                 | 23 853                                                            | 87 103                                                            | 502 041                                                           | 502 041                                                           |                                                                   |                                                                   | Gebr. Macholl, München                                            | 2                                                                        | 3.650                                                                    | 8.224                                                                    | 3.212                                                                    | E                                                                        |                                                                          |                                                                          | SP                                                                       | 10,5                                                                     | 2 x 6,3                                                                  |                                                                          |
| 1891                                                              |                                                                   | 4                                                                 |                                                                   | 87 107                                                            | 502 045                                                           | 502 045                                                           |                                                                   |                                                                   | Gebr. Macholl, München                                            | 2                                                                        | 3.650                                                                    | 8.224                                                                    | 3.212                                                                    | E                                                                        | 10,5                                                                     |                                                                          | SP                                                                       |                                                                          | 2 x 6,3                                                                  |                                                                          |
| 1892                                                              |                                                                   | 4                                                                 |                                                                   | 87 108                                                            | 502 046                                                           | 502 046                                                           |                                                                   |                                                                   | Gebr. Macholl, München                                            | 2                                                                        | 3.650                                                                    | 8.224                                                                    | 3.212                                                                    | E                                                                        | 10,5                                                                     | 3 x 4,2                                                                  | SP                                                                       | [ Anm. 1 ]                                                               |                                                                          |                                                                          |
| 1892                                                              |                                                                   | 4                                                                 |                                                                   |                                                                   | 502 047                                                           | 502 047                                                           |                                                                   |                                                                   |                                                                   | 2                                                                        | 3.650                                                                    | 8.224                                                                    | 3.212                                                                    | E                                                                        | 10,5                                                                     | 2 x 6,3                                                                  | SP                                                                       |                                                                          |                                                                          |                                                                          |